# Rio Pitangui
Rio Pitangui är ett vattendrag i Brasilien.   Det ligger i delstaten Paraná, i den södra delen av landet, 1 000 km söder om huvudstaden Brasília.
Trakten runt Rio Pitangui består till största delen av jordbruksmark. Runt Rio Pitangui är det ganska glesbefolkat, med 26 invånare per kvadratkilometer.